# Josetxu Obregón
Pour les articles homonymes, voir Obregón.
Josetxu Obregón (Bilbao, 1979) est un violoncelliste espagnol, spécialisé dans l'exécution de la musique ancienne.

## Biographie
Josetxu Obregón naît à Bilbao. Il est formé en Espagne jusqu'à son Baccalauréat puis en Allemagne et aux Pays-Bas pour son Master. Il est récompensé par onze prix de concours internationaux. Après un début de carrière en tant que violoncelliste moderne, il s'oriente vers l'interprétation historiquement informée de la musique ancienne et se spécialise dans l'interprétation sur le violoncelle baroque avec Lucia Swarts au Conservatoire de La Haye, tout en ayant aussi des relations constantes chaque semaine, avec Anner Bylsma. Il suit en outre des leçons de Jaap ter Linden, Balazs Mate, Marc Vanscheewijck, Eric Hoeprich, Judy Tarling, Bart van Oort, Frank de Bruine, etc. Il est nommé professeur de Conservatoire Royal supérieur de Madrid et violoncelliste de l'Orchestre Royal du Concertgebouw à Amsterdam.

## Orchestres
Josetxu Obregón a joué en tant que premier violoncelle de l'Orchestre baroque de l'Union européenne et sous la direction de Lars Ulrich Mortensen (Concerto Copenhagen), Cristina Pluhar (L'Arpeggiata) et Maggie Faultless, avec un grand succès. Il apparaît en tant que soliste des concertos pour deux violoncelles de Vivaldi, dans le cadre de concerts dans treize pays. Il se produit avec des ensembles comme l'Orchestre de l'Âge des Lumières (Royaume-Uni), l'Arte dei Suonatori (Pologne), l'ensemble baroque de Rotterdam, le trio Esterhazy, Aldiviva et le Bach Ensemble. Il est le chef artistique de l'ensemble de La Ritirata. En tant que soliste, il a joué à la fois les concertos pour violoncelle de Haydn et plusieurs concertos pour violoncelle de Boccherini avec des orchestres en Espagne, au Portugal et aux Pays-Bas. Il a également été invité à jouer les sonates pour violoncelle de Boccherini en tant que soliste avec Forma Antiqva.

## Tournées

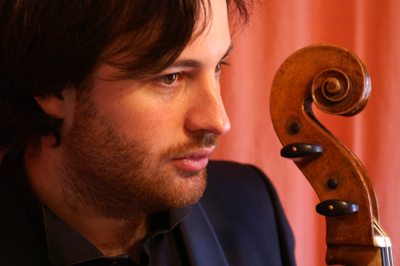
Josetxu Obregon en 2007.

Il a joué dans d'importants festivals de musique ancienne : Festival Fringe Oudemuziek Utrecht (Pays-Bas), Sevicq Brežice (Slovénie), Quedlinburger Musiksommer, Bachwochen Wiesbaden et Konzertring Coesfeld (Allemagne), Varaždinske barokne večeri et Festival komorne glazbe Rijeka (Croatie), Festival d'été d'Ohrid  (Macédoine), Saison de musique sur instruments anciens à Strasbourg, Fondation Academia Montis Regalis Mondovì (Italie), Kipria Festival International (Chypre), Festival de musique ancienne de York et la musique à Oxford (Royaume-Uni), Festival international d'Echternach (Luxembourg), etc. Il fait ses débuts en Amérique avec une tournée aux États-Unis à jouer à New York, Hartford, etc.

## Instruments
Josetxu Obregon joue un violoncelle Sebastian Klotz de 1740, restaurée récemment par Johannes Loescher de Cologne et des archets historiques de différentes époques : un Kees van Hemert (La Haye) et un Andreas Grutter (Amsterdam).

## Discographie
Josetxu Obregón a réalisé un enregistrement du triple concerto de Beethoven, avec Mariana Todorova et Ignacio Prego (Piccolo PC210) et participé à L'Amore Innamorato et le Via Crucis de Francesco Cavalli avec L'Arpeggiata – Christina Pluhar (pour Virgin Classics) ; l'album  consacré à Jean-Philippe Rameau, intitulé « L'Orchestre de Louis XV. Suites d'Orchestre » par Le Concert des Nations et Jordi Savall (Alia Vox) ; un autre « Baroque Suites » en tant que soliste au violoncelle, avec l'European Union Baroque Orchestra (EUBO) sous la direction de Lars Ulrik Mortensen (pour le label The Gift of Music) ;  « Salve Regina » Harmonia del Parnàs (Tempus) ; « Oreste Camarca ». Monográfico de la obra de cámara" (Banco de Sonido BS061), etc.
Il a également réalisé des enregistrements pour de nombreuses radios : BBC Three (Royaume-Uni), NPO 3FM (pays-bas), Norddeutscher Rundfunk, Deutschlandradio Kultur, Südwestrundfunk (Allemagne), ORF (Autriche), NRK (Norvège), Mezzo, Arte (France), RTVE, La 2, RNE, RNE Radio Clásica, RNE Radio 5, Antena 3 (Espagne), Cuatro, Canal Sur, EITB, Canal 4 de Castille et León, Catalunya Música, Radio Euskadi, Radio Vitoria (Espagne), la MRT (Macédoine du Nord), à la Radio HJUT de l'université Jorge Tadeo Lozano de Bogota en Colombie, Radio USACH (Chili), CRI Online (Chine), etc.
Il a été personnellement invité par Anner Bylsma à jouer dans un film documentaire néerlandais consacré à Luigi Boccherini et Anner Bylsma, (« Le secret de Boccherini », 2008) filmé à Arenas de San Pedro, en Espagne, où le compositeur et violoncelliste a vécu plusieurs années de sa vie.
La discographie de Josetxu Obregón comprend de nombreux disques enregistrés pour les labels Erato, Glossa (depuis 2013), Columna Música, Verso et Arsis.

### Violoncelle et musique de chambre
- Boccherini, Sonates pour violoncelle - La Ritirata, Josetxu Obregón, violoncelle (2008, Verso VRS 2065)
- Prokofiev, Cassadó, Webern - Josetxu Obregón, violoncelle. Ignacio Prego, piano. Verso VRS 2073 (2009)
- Boccherini, Trios op. 34, vol. 1 - La Ritirata : Hiro Kurosaki, Lina Tur Bonet, Josetxu Obregón (2010, Columna Música 1CM0258)
- Boccherini, Trios op. 34, vol. 2 - La Ritirata. Hiro Kurosaki, Lina Tur Bonet, Josetxu Obregón (2011, Columna Música 1CM0275)
- Arriaga, Quatuors à cordes sur instruments d'époque - La Ritirata : Hiro Kurosaki, Miren Zeberio, Daniel Lorenzo, Josetxu Obregón (2014, Glossa GCD 923102)
- Le Violoncelle en Espagne, Boccherini et autres virtuoses du XVIIIe siècle - La Ritirata : Josetxu Obregón (2015, Glossa GCD 923103)

### Ensemble Ritirata
- Chiaroscuro - La Ritirata. Tamar Lalo, Enrike Solinís, Josetxu Obregón (2009, Arsis 4229)
- Concierto barroco - La Ritirata. Josetxu Obregón (2012, DVD Cantus CV 1210)
- Il Spiritillo Brando. Musique de danse des cours d'Italie et d'Espagne, c.1650 - La Ritirata, Josetxu Obregón (mai 2011/décembre 2012, Glossa GCD 923101) — Œuvres d'Andrea Falconieri, Diego Ortiz, Juan Cabanilles, Giovanni Gabrieli, Giuseppe Maria Jacchini, etc.
- Caldara, Les opéras de Cervantès : Arias et pièces instrumentales extraits de Don Chisciotte in Corte della Duchessa [1727] et Sancio Panza Governatore dell’isola Barattaria [1733] - María Espada, soprano ; Emiliano González Toro, ténor ; João Fernandes, basse ; La Ritirata, dir. et violoncelle Josetxu Obregón (mai 2016, Glossa) (OCLC 1016448254)
- Concertos napolitains pour divers instruments : Porpora (pour violoncelle), Mancini (pour flûte à bec), Pergolèse (pour deux clavecins), Fiorenza (pour violon ; pour violoncelle), Scarlatti (pour flûte à bec) - Tamar Lalo, flûte à bec ; Hiro Kurosaki, violon ; Ignacio Prego et Daniel Oyarzabal, clavecins ; La Ritirata, Josetxu Obregón, violoncelle et direction (septembre 2017, SACD Glossa GCD923106)
- Caldara, Concerto, Sinfonia, Cantate (Porgete per pietà), Arias (Aimè sento il mio core ; Pompe inutili ; Dolce è pur d’amor l’affanno) et sonates pour violoncelle - Eugenia Boix, soprano ; Luciana Mancini, mezzo-soprano ; La Ritirata, Josetxu Obregón, violoncelle et direction (octobre 2019, Glossa GCD 923108)